# Simaetha papuana
Simaetha papuana là một loài nhện trong họ Salticidae.
Loài này thuộc chi Simaetha. Simaetha papuana được Marek Żabka miêu tả năm 1994.